# Vol. 2... Hard Knock Life
Vol. 2... Hard Knock Life je třetí studiové album amerického rappera Jay-Z. Album bylo nahráno u vydavatelství Roc-A-Fella Records a Def Jam Recordings, a vydáno 29. září 1998. Album roku 1999 získalo cenu Grammy za nejlepší rapové album.

## O Albu
Tímto albem se Jay-Z vyhoupl na vrchol zájmu. Hudba má o něco více hrubý zvuk než na předchozím albu, které produkoval tým producentů okolo Puff Daddyho The Hitmen, a to především v beatech producenta Swizz Beatz. Mimo jedné skladby od producenta Stevie J se producenti z The Hitmen na albu neobjevili. Místo nich byl pro singly vybrán více popový zvuk producentů, jako jsou Jermaine Dupri, Timbaland a Irv Gotti. Toto album také obsahuje poslední spolupráci Jay-Z s jeho mentorem Big Jaz.

### Singly
Roku 1998 dostal své první dva singly do Top 20 v žebříčku Billboard Hot 100. Byly jimi písně "Can I Get A..." (19. pozice) a "Hard Knock Life (Ghetto Anthem)" (15.). Singl "Money, Cash, Hoes" se v žebříčku neumístil. Poslední vydaný singl "Jigga What, Jigga Who" (radiová cenzura výrazu "Nigga") dosáhl na 84. pozici.

## Po vydání
Debutovalo, jako jeho první, na 1. příčce žebříčku Billboard 200 a na 1. v Top R&B/Hip Hop Albums. Celkem se ho prodalo přes pět milionů kusů a v USA tím získalo certifikaci 5x platinová deska. V Kanadě se stalo platinovým.

## Seznam skladeb
| Pořadí | Název                                                      | Hudba                                    | Délka |
| ------ | ---------------------------------------------------------- | ---------------------------------------- | ----- |
| 1.     | Hand It Down (Intro, Memphis Bleek)                        | DJ Premier                               | 2:56  |
| 2.     | Hard Knock Life (Ghetto Anthem)                            | The 45 King                              | 3:58  |
| 3.     | If I Should Die (ft. Da Ranjahz)                           | Swizz Beatz                              | 4:55  |
| 4.     | Ride or Die                                                | Steven "Stevie J" Jordan z The Hitmen    | 4:48  |
| 5.     | Nigga What, Nigga Who (Originator 99) (ft. Amil & Big Jaz) | Timbaland                                | 3:53  |
| 6.     | Money, Cash, Hoes (ft. DMX)                                | Swizz Beatz                              | 4:46  |
| 7.     | A Week Ago (ft. Too $hort)                                 | J-Runnah                                 | 5:00  |
| 8.     | Coming of Age (Da Sequel) (ft. Memphis Bleek)              | Swizz Beatz                              | 4:21  |
| 9.     | Can I Get A... (ft. Amil & Ja Rule)                        | Irv Gotti, Lil Rob                       | 5:09  |
| 10.    | Paper Chase (ft. Foxy Brown)                               | Timbaland                                | 4:34  |
| 11.    | Reservoir Dogs (ft. The LOX, Beanie Sigel & Sauce Money)   | Erick Sermon, Darold Trotter, Rockwilder | 5:19  |
| 12.    | It's Like That (ft. Kid Capri)                             | Kid Capri                                | 3:45  |
| 13.    | It's Alright (ft. Memphis Bleek)                           | Damon Dash, Mahogany Music               | 4:01  |
| 14.    | Money Ain't a Thang (ft. Jermaine Dupri)                   | Jermaine Dupri                           | 4:13  |